# 少浄天
少浄天（しょうじょうてん　梵：Parittasubhā）は、三界のうち、色界18天の下位から数えて第7番目の天。色界第三禅の第1番目・初天。
この天は、意識に楽受（楽しき感覚）があり、清浄であるため、また色界の第三禅の最劣なる意であるので「少」とし、少浄天と名づく。
『雑阿毘曇心論』『彰所知論』は、この天での天部の身長が16由旬、寿命が16劫とする。また『仏説立世阿毘曇論』は、寿命を2.5劫とする。
上部の無量浄天と下部の光音天の間に位置する天。